# Чемпионат Санкт-Петербурга по футболу 1902
Чемпионат Санкт-Петербурга по футболу 1902 стал II-м первенством города, проведенным Санкт-Петербургской футбол-лигой.
Победителем и обладателем кубка Аспдена стал клуб «АКСАНИН ИЛИ ТОЛИК».

## Организация и проведение турнира
На втором году своего существования Петербургская футбол-лига пополнилась: четвертым ее членом стал «Санкт-Петербургский кружок любителей спорта» (СПБ КЛС, КЛС) или просто «Спорт» — первый русский клуб в лиге. Он, наряду с английским клубом «Невский», шотландским — «Невка» и германо-русско-британским — «Виктория», стал участником проводимого лигой кубка.
Назначенное лигой Собрание из представителей всех клубов проводило планомерную целенаправленную работу по организации турнира — были произведены уточнение и единство трактования правил игры, осуществлена ревизия имеющихся у клубов футбольных полей, назначен судейский комитет, разработаны и задолго до начала турнира опубликованы его регламент и календарь, который был безукоризненно выполнен спустя почти четыре месяца после обнародования без каких-либо изменений. Были предприняты шаги по анонсированию и освещению турнира в прессе — в результате (порой к некоторому удивлению самих спортсменов) матчи начало посещать заметное число зрителей
Приятно отметить и то, что публика начинает посещать матчи; правда, это больше своя публика, но всё же и это явление несколько новое.«Спортъ» № 38 от 21 сентября
Турнир разыгрывался по «круговой системе» в два круга — на своем и на чужом полях. Победа оценивалась в 2 очка, ничья — 1, поражение — 0. 
Впервые по окончании турнира был запланирован (и официально включен в календарь) показательный матч победителя турнира со сборной всех остальных клубов, ставший в дальнейшем на длительное время традиционным для отечественных футбольных соревнований.
Были предусмотрены также награды (жетоны) для победителей, которые вместе с кубком Аспдена были вручены на специально организованном собрании членов лиги.

## Ход турнира
Турнир стартовал 1 сентября. Русская команда дебютировала в матче с прошлогодним победителем — «Невкой». Пропустив два мяча в первые десять минут игры, футболисты «Спорта» в дальнейшем выглядели весьма достойно, уступив в итоге минимально и заслужив хорошую прессу. И в следующем матче с «Викторией» русские футболисты сумели открыть счёт, но вновь всё же минимально уступили более искушенному сопернику. Своей игрой «Спорт» заставил фаворитов сделать надлежащие выводы и более русским футболистам не удавалось оказывать существенное сопротивление — все прочие матчи были крупно проиграны с общим счётом 1:19.
Георгий Дюперрон, один из основателей спортивного движения в России, выступавший тогда за «Спорт», вспоминал позднее
Само собою понятно, что в этот первый год, да и в следующие, русская команда играла лишь роль статиста
В турнире первенствовал «Невский», в рядах которого выступали основатели Петербургской футбол-лиги Джон Ричардсон (секретарь лиги) и Чарльз Монкер, в двух достаточно упорных поединках сумевший победить «Викторию». По свидетельствам очевидцев, сделать это удалось не без помощи англичан-рефери, судивших эти матчи.

### Турнирная таблица
| № | Команды    | 1       | 2       | 3       | 4       | В | Н | П | М       | О  |
| - | ---------- | ------- | ------- | ------- | ------- | - | - | - | ------- | -- |
|   | «Невский»  |         | 5:4 2:1 | 4:2 5:2 | 3:0 6:0 | 6 | 0 | 0 | 25 — 9  | 12 |
|   | «Виктория» | 1:2 4:5 |         | 2:2 6:0 | 3:0 2:1 | 3 | 1 | 2 | 18 — 10 | 7  |
|   | «Невка»    | 2:5 2:4 | 0:6 2:2 |         | 7:1 2:1 | 2 | 1 | 3 | 15 — 19 | 5  |
| 4 | «Спорт»    | 0:6 0:3 | 1:2 0:3 | 1:2 1:7 |         | 0 | 0 | 4 | 3 — 23  | 0  |

### Матчи
Тур 1
| 1 сен | «Невский» | 5:4     | «Виктория» | Поле «Невского» |
| |           | (отчёт) |            |                 |
| «Невский»: Ричардсон - Шарльпс, Хиллкрайст - Ч.Льюис, Э.Стюарт, Дж.Филлипс - Монкер, Гудли, Шеридан, А.Купер, Патшин «Виктория»: ... В.БраунII ... |           |         |            |                 |

| 1 сен | «Невка» | 2:1     | «Спорт» | Поле «Спорта» |
| |         | (отчёт) |         |               |
| «Невка»: Марш - Ховард, Д.Хейнс - Кромптон, Эрроусмит, А.ХаргривсI - Дж.ХаргривсII, Даглас, Ф.ХаргривсIII, Джерард, В.СмоллIII «Спорт»: Рязанов - Грюнталь, Дурасов - Саксен, Чирцов, А.Москвин - Боронин, Рябов, Скулидас, Б.Резин, А.ГелькерI |         |         |         |               |

Тур 2
| 8 сен | «Виктория» | 6:0     | «Невка» | Поле «Невки»    |
| |            | (отчёт) |         | Судья: Г.Хартли |
| «Виктория»: Э.ГартенI - Ад.ЛауманIII, В.ЛауманII - Грюнервальд, Хайльман, М.РейтII - Шахт, Ховард, В.БраунII, М.Григорьев, Ярков «Невка»: Марш - Ховард, Д.Хейнс - Кромптон, Эрроусмит, А.ХаргривсI - Дж.ХаргривсII, Даглас, Ф.ХаргривсIII, Джерард, В.СмоллIII |            |         |         |                 |

Тур 3
| 14 сен | «Невский» | 4:2     | «Невка» | Поле «Невского» |
| |           | (отчёт) |         |                 |
| «Невский»: Ричардсон - Шарльпс, Хиллкрайст - Ч.Льюис, Э.Стюарт, Дж.Филлипс - Монкер, Гудли, Шеридан, А.Купер, Патшин «Невка»: Марш - Ховард, Д.Хейнс - Кромптон, Эрроусмит, А.ХаргривсI - Дж.ХаргривсII, Даглас, Ф.ХаргривсIII, Джерард, В.СмоллIII |           |         |         |                 |

| 14 сен | «Виктория»                | 2:1     | «Спорт»          | Поле «Спорта»     |
| | - В.БраунII (1:1)′ (2:1)′ | (отчёт) | - (0:1)′ Боронин | Судья: В.Кальверт |
| «Виктория»: Хайльман - Ф.РейтI, В.ЛауманII - Эренбург, Грюнервальд, П.ВитманII - Э.ГартенI, М.Григорьев, В.БраунII, И.ВитманI, Ярков «Спорт»: Рязанов - Грюнталь, Дурасов - Саксен, Чирцов, А.Москвин - Боронин, Рябов, Б.Резин, Дюперрон, А.ГелькерI |                           |         |                  |                   |

Тур 4
| 22 сен | «Невский» | 6:0     | «Спорт» | Поле «Спорта» |
| | - Гудли   | (отчёт) |         |               |
| «Невский»: Ричардсон - Шарльпс, Хиллкрайст - Ч.Льюис, Э.Стюарт, Дж.Филлипс - Монкер, Гудли, Шеридан, А.Купер, Патшин «Спорт»: Рязанов - Грюнталь, Чирцов - Саксен, Шинц, А.Москвин - Боронин, Рябов, Дюперрон, Б.Резин, А.ГелькерI |           |         |         |               |

Тур 5
| 29 сен | «Невский» | 5:2     | «Невка» | Поле «Невки» |
| |           | (отчёт) |         |              |
| «Невский»: Ричардсон - Шарльпс, Хиллкрайст - Ч.Льюис, Э.Стюарт, Дж.Филлипс - Монкер, Гудли, Шеридан, А.Купер, Патшин «Невка»: Марш - Ховард, Д.Хейнс - Кромптон, Эрроусмит, А.ХаргривсI - Дж.ХаргривсII, Даглас, Ф.ХаргривсIII, Джерард, В.СмоллIII |           |         |         |              |

| 29 сен | «Виктория» | 3:0     | «Спорт» | Поле «Спорта» |
| |            | (отчёт) |         |               |
| «Виктория»: Э.ГартенI - В.ЛауманII, Грюнервальд - Хайльман, Ф.РейтI, М.РейтII - Ховард, М.Григорьев, В.БраунII, Ярков, Сериков «Спорт»: Рязанов - Грюнталь, Репинский - Саксен, Чирцов, А.Москвин - Боронин, Рябов, Б.Резин, Дюперрон, А.ГелькерI |            |         |         |               |

Тур 6
| 1 окт | «Невский»      | 3:0     | «Спорт» | Поле «Невского» |
| | - Гудли (2:0)′ | (отчёт) |         |                 |
| «Невский»: Ричардсон - Шарльпс, Хиллкрайст - Ч.Льюис, Э.Стюарт, Хатчинсон - Монкер, Гудли, Шеридан, А.Купер, Дж.Филлипс «Спорт»: Рязанов - Грюнталь, Дюперрон - Саксен, Фолленвейдер, А.Москвин - Боронин, Якобсон, Б.Резин, Рябов, А.ГелькерI |                |         |         |                 |

| 1 окт | «Виктория» | 2:2     | «Невка» | Поле «Спорта» |
| |            | (отчёт) |         |               |
| «Виктория»: Э.ГартенI - В.ЛауманII, Зарубин - Грюнервальд, Ф.РейтI, М.РейтII - ГартенII, Ховард, В.БраунII, Ярков, Сериков «Невка»: Марш - А.ХаргривсI, Д.Хейнс - Кромптон, Эрроусмит, Флетчер - Дж.ХаргривсII, Сарт, М.ЕвангуловI, Б.ЕвангуловII, Уайтхед |            |         |         |               |

Тур 7
| 6 окт | «Невка» | 7:1     | «Спорт» | Поле «Невки» |
| |         | (отчёт) |         |              |
| «Невка»: Марш - Дж.ХаргривсII, Д.Хейнс - Мюргед, Кромптон, А.ХаргривсI - Уайтхед, М.ЕвангуловI, Б.ЕвангуловII, Ф.ХаргривсIII, Эрроусмит «Спорт»: Рязанов - Грюнталь, Репинский - Чирцов, Фолленвейдер, А.Москвин - Боронин, Саксен, Б.Резин, Дюперрон, А.ГелькерI |         |         |         |              |

| 6 окт | «Невский» | 2:1     | «Виктория»       | Поле «Спорта» |
| | - Гудли   | (отчёт) | - (1:1)′ Сериков |               |
| «Невский»: Б.Браун - Шарльпс, Хиллкрайст - Хатчинсон, Э.Стюарт, Дж.Филлипс - Монкер, Гудли, Шеридан, А.Купер, Патшин «Виктория»: Хайльман - В.ЛауманII, Зарубин - Грюнервальд, Ф.РейтI, В.ЛундII - ГартенII, М.Григорьев, В.БраунII, Ярков, Сериков |           |         |                  |               |

### Матч «чемпион — сборная»
Выставочный матч с «Невским» стал первым в истории сборной Санкт-Петербурга. Запланированный Собранием лиги состав сборной был основательно изменен ввиду отказа ряда игроков от участия из-за травм и занятости (такие же изменения претерпел и запланированный состав чемпионов). В результате в команду были включены восемь русских футболистов (по четыре из «Спорта» и «Виктории»), а встреча сенсационно завершилась разгромом англичан — 6:2. Первый гол в истории сборной забил Михаил Григорьев, а нападающий «Спорта» Илья "Б.Резин" Березин сделал «хет-трик».
| 13 окт | «Невский»             | 2:6     | Сборная                                                                     | Поле «Невского» |
| | - ? (1:0)′ - ? (2:5)′ | (отчёт) | - (1:1)′ (1:5)′ М.Григорьев - (1:2)′ (1:3)′ (1:4)′ Б.Резин - (2:6)′ Уайтхед | Судья: Г.Хартли |
| «Невский»: Б.Браун - Хиллкрайст, Хатчинсон - Холден, Ричардсон, Э.Стюарт - Монкер, Патшин, Шеридан, А.Купер, Дж.Филлипс Сборная: Рязанов - Дж.ХаргривсII, Зарубин - К.Грюнталь, А.ХаргривсI, А.Москвин - Уайтхед, М.ЕвангуловI, Б.Резин, М.Григорьев, Ярков |                       |         |                                                                             |                 |

## Комментарии
1. ↑  Источники тех лет приводят различные названия руководящего органа ПФЛ — Собрание Лиги или Комитет Лиги[1]
2. ↑  Поле «Виктории» было признано Собранием непригодным для проведения матчей кубка, и свои домашние матчи «Виктория» проводила на поле «Спорта»[1]
3. ↑  Матч не доигран — футболисты «Виктории» покинули поле во втором тайме в знак протеста против судейства. В источниках нет сведений о последствиях данного инцидента; из публикуемых далее в прессе турнирных таблиц следует принятие текущего результата (5:4) в качестве итогового
4. ↑  выступал также под псевдонимом Аксанин [11]
5. ↑  выступал также под псевдонимом Маскот [12]
6. ↑  Б.Резин — псевдоним петроградского мультиспортсмена и спортивного организатора Элиаса Койвистойнена, более известного как Березин Илья Александрович (принятые им русские фамилия и имя)[13]
7. ↑  выступал также под псевдонимом Генрих [14]
8. ↑  выступал также под псевдонимом Эдди [15]